# Walter Broßmann

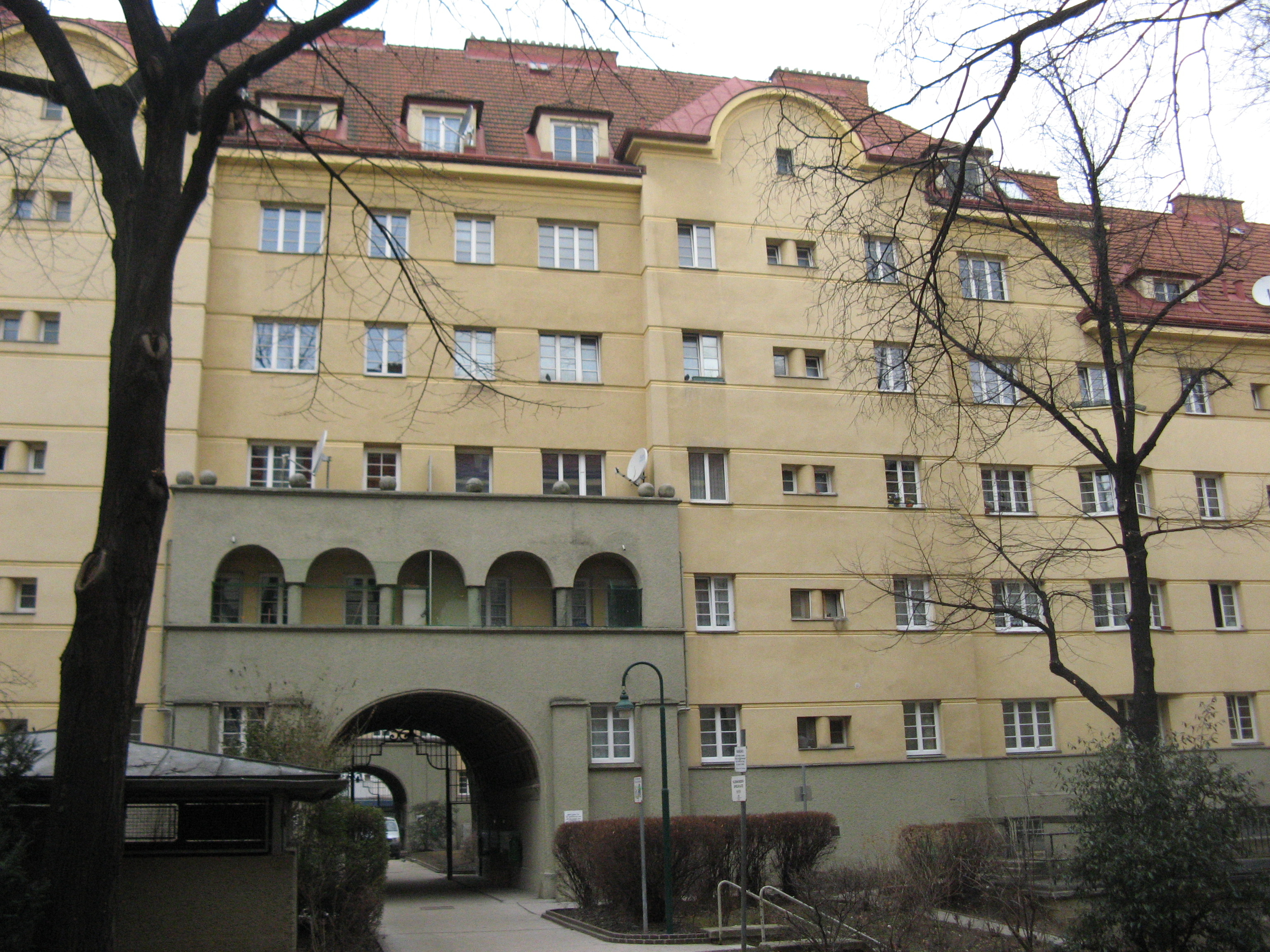
Jean-Jaurès-Hof (1925–1926) von Alfred Keller und Walter Broßmann

Walter Broßmann (* 20. Mai 1882 in Teschen; † 29. August 1948 in Linz) war ein österreichischer Architekt.

## Leben
Walter Broßmann besuchte die Realschule in Teschen und erlernte anschließend das Maurerhandwerk. Gleichzeitig damit absolvierte er von 1896 bis 1900 die Staatsgewerbeschule in Brünn. Nach einigen Praxisjahren kam er 1904 nach Wien, wo er an der Akademie der bildenden Künste Wien bei Friedrich Ohmann studierte. 1909 legte er seine Baumeisterprüfung ab. Er war Bauleiter im Hochbaubüro der österreichischen Siemens-Schuckertwerke und wurde dann Architekturzeichner bei Alfred Keller. Nach dem Ersten Weltkrieg, in dem er zweimal verwundet wurde, setzte er sein Studium bei Friedrich Ohmann fort und beendete es 1920. Dann arbeitete er erneut bei Alfred Keller und nachdem er 1925 die Befugnis zum Zivilarchitekten erlangt hatte, wurde er Kompagnon Kellers in einem gemeinsamen Architekturbüro. Nachdem sich Keller zurückgezogen hatte, arbeitete Broßmann ab 1932 alleine in Gmunden als Architekt, in verschiedenen Bauausschüssen und als Sachverständiger bei Gericht. In der nationalsozialistischen Zeit war er von 1939 bis 1941 technischer Leiter, danach Prokurist der Siedlungsgenossenschaft Heimstätte für Niederdonau und Wien. Seinen Arbeitsdienst verrichtete er 1943–1944 beim Wohnungs- und Siedlungsamt des Reichsstatthalters für Oberdonau in Linz. Hier wurde er nach dem Krieg 1945 provisorischer Leiter des Hochbauamtes.

## Bedeutung
Broßmann arbeitete vorwiegend mit Alfred Keller zusammen. Gemeinsam errichteten sie Wohn- und Industriebauten in ganz Österreich. Ihre Architektur stand dem Heimatstil nahe. Die spezielle Leistung Broßmanns gegenüber Keller ist nicht möglich zu beurteilen.

## Werke
- Kofferfabrik Atzgersdorf (1921–1922)
- Kraftwerkhaus Gratwein der Leykam Josefsthaler Papierfabrik (1924–1925)
- Papierfabrik Leykam-Josefsthal-AG (1924–1925)
- Sanatorium Dr. Friedrich Hansa, Körblergasse 42, Graz (1925)
- Volksschule, Niklasdorf bei Leoben (1925)
- Elektrizitätswerk, Krems an der Donau (1925–1926)
- Wohnhausanlage der Gemeinde Wien Jean-Jaurès-Hof, Neilreichgasse 105, Wien 10 (1925–1926)
- Wohnhausanlage der Gemeinde Wien David-Hof, Effingergasse 31, Wien 16 (1926–1927)
- Rodauner Zementfabrik, Kaltenleutgeben (1929–1930)
- Städtische Badeanstalt, Krems an der Donau (1931)
- Umspannwerk Graz-Süd der STEWEAG (1932)

Nach 1932 schuf Broßmann alleine rund 40 Volks- und Beamtenwohnbauten in Oberösterreich und einige Industriebauten.